# Hohenems
Hohenems är en stadskommun i distriktet Dornbirn i förbundslandet Vorarlberg i Österrike. I nordväst gränsar kommunen mot Schweiz. Kommunen har 17 319 invånare (2024).